# Windzuil
Windzuil is een kunstwerk in Amsterdam Nieuw-West.
De plastiek van kunstenaar Cornelius Rogge is geplaatst in het Gerbrandypark. Het staat net ten noorden van de Burgemeester van Tienhovengracht nabij de Ina Boudier-Bakkerbrug. Of de kunstenaar zich heeft laten inspireren door de Oosterse pilaren van architect Piet Kramer van die brug is onbekend. Het beeld van brons lijkt op een pilaar die aangetast is door erosie door regen en met name van wind. 
Het beeld uit 1966 maakt deel uit van een serie in dezelfde stijl waarvan een aantal te zien zijn in het Kröller-Müller Museum. Rogge zou later kunst maken, waarbij hij juist gave objecten liet aantasten door weer en wind, zoals zijn Tentenproject (1976). De Windzuil was eerder te bewonderen op de Vijfde Internationale Beeldententoonstelling in Sonsbeek in 1966.